# فرجينيا تايلر هدسون
فرجينيا تايلر هدسون (بالإنجليزية: Virginia Tyler Hudson)‏ هي كاتِبة وكاتبة سيناريو أمريكية، (ولدت في كنتاكي في الولايات المتحدة 1886  م).

## وصلات خارجية
- فرجينيا تايلر هدسون على موقع IMDb (الإنجليزية)